# Octavia (Nebraska)
Octavia je selo u američkoj saveznoj državi Nebraska. Prema popisu stanovništva iz 2010. u njemu je živjelo 127 stanovnika.